# Teorema di Chevalley
In matematica, il teorema di Chevalley (o anche teorema di Chevalley-Warning) asserisce che un polinomio in n incognite
{\displaystyle P(x_{1},x_{2},\ldots ,x_{n})}
di grado d<n ha in un campo finito di caratteristica p un numero di soluzioni divisibile per p.
Come corollario, se P è un polinomio senza termine noto, ovvero in cui una soluzione può essere ottenuta ponendo tutte le incognite pari a 0, allora esiste almeno un'altra soluzione del polinomio. Questo corollario è utile ad esempio per provare che l'equazione
{\displaystyle x^{2}+y^{2}\equiv -1\mod p}
ha soluzione per ogni primo p: infatti lo si può trasformare in
{\displaystyle x^{2}+y^{2}+1\equiv 0\mod p}
{\displaystyle X^{2}+Y^{2}+Z^{2}\equiv 0\mod p}
moltiplicando per {\displaystyle Z^{2}\neq 0}, ottenendo un polinomio di secondo grado in tre incognite, che per il teorema ha una soluzione {\displaystyle (X_{0},Y_{0},Z_{0})} in cui non tutte le incognite sono congrue a 0; da questo si ottiene una soluzione
{\displaystyle x_{0}=X_{0}Z_{0}^{-1},\;\;y_{0}=Y_{0}Z_{0}^{-1}}
che soddisfa la congruenza originale. Questo risultato è utile nella dimostrazione del teorema dei quattro quadrati.
Questo teorema fu dimostrato nel 1936 da Claude Chevalley dopo essere stato congetturato da Emil Artin.